# Blackhall Rocks
Blackhall Rocks – wieś w Anglii, w hrabstwie Durham. Leży 20 km na wschód od miasta Durham i 367 km na północ od Londynu.